# Hercostomus petulans
Hercostomus petulans är en tvåvingeart som beskrevs av Octave Parent 1939. Hercostomus petulans ingår i släktet Hercostomus och familjen styltflugor.
Artens utbredningsområde är Costa Rica. Inga underarter finns listade i Catalogue of Life.